# Tipula (Mediotipula) sarajevensis
Tipula (Mediotipula) sarajevensis is een tweevleugelige uit de familie langpootmuggen (Tipulidae). De soort komt voor in het Palearctisch gebied.